# Montañas Slieve Bloom
Las montañas Slieve Bloom son una cordillera que se encuentran en la llanura central de la isla de Irlanda, alzándose hasta los 526 m s. n. m. No son muy altas, pero son amplias según los estándares locales. Los puntos más altos son Arderin (526 m s. n. m.) en el extremo suroccidental de la sierra y Baunreaghcong (511 m s. n. m.) en el extremo del Ridge of Capard.
Las montañas Slieve Bloom están en su mayor parte en el condado de Laois aunque la frontera con el de Offaly las cruza. El acceso a las montañas y las atracciones más populares son más fáciles siguiendo la M7 pasado Portlaoise a la ciudad de Mountrath que se encuentran a los pies de las montañas. Desde aquí es muy fácil seguir la carretera de montaña sobre "the Cut" hasta Clonaslee un pequeño pueblo que se encuentra en las montañas.
Las bellas cascadas de Glenbarrow se encuentran justo unas pocas millas desde Clonaslee y hay unos pocos recorridos hacia y desde las cascadas.
Las zonas recreativas de Glen Monicknew se encuentran en la carretera desde Mountrath a Clonaslee y de nuevo hay senderos que pueden tomarse en la zona.
Las montañas se encuentran en el centro de Irlanda, al sur del Bog of Allen, Banagher y Tullamore, condado de Offaly, al este del río Shannon y al oeste de Portlaoise, la ciudad principal del condado de Laois. El borde occidental de las montañas Slieve Bloom está en el norte del condado de Tipperary, cerca de Roscrea. 
El Slieve Bloom, junto con el Macizo Central de Francia, son las montañas más antiguas de Europa; en el pasado también fueron las más altas, llegando a los 3.700 metros. La erosión las ha reducido a 527 metros. En un día claro se pueden ver los puntos altos de las cuatro antiguas provincias de Irlanda.
El 31 de julio de 1986, 2.230 hectáreas han sido declaradas Sitio Ramsar (n.º 335).